# 盧徵
盧徵（737年—800年），唐朝官员，幽州范阳人，定居在郑州中牟县。
盧徵年轻时涉猎书记。唐代宗永泰年间，江淮转运使刘晏征辟为从事，委任为心腹，官至殿中侍御史。刘晏获罪，贬为珍州司户参军。元琇是刘晏门人，唐德宗兴元年间，元琇为户部侍郎、判度支，推荐盧徵为京兆司录、度支员外。元琇获罪，盧徵贬为信州长史，转任信州刺史。入朝为右司郎中，转任给事中。户部侍郎窦参对他很好。贞元八年春，窦参请以尚书左丞赵憬补同州刺史，特诏用盧徵。几年后，转任华州刺史。盧徵想要入朝，深结权贵。当时，同州、华州离京师太近百姓贫穷，每正至端午降诞，献上的贡物非常少薄；盧徵竭其财赋，增加贡物常数，民不堪命。卧病数年，贞元十六年卒，时年六十四岁。

## 延伸阅读
[在维基数据编辑]
 在维基文库阅读此作者作品
 《舊唐書·卷146》，出自刘昫《舊唐書》